# Токсичност
Токсичност је особина хемијских једињења која на непосредан начин узрокује тровање људи и животиња који су дато једињење унели у организам појевши, удахнувши га или апсорбујући га преко коже.
По правилу скоро сва хемијска једињења су токсична уколико се уносе у прекомерној количини. Чак и уношење велике количине дестиловане воде оставља штетне последице на организам које се јављају у будућности. Такође су скоро сви синтетички лекови штетни уколико се уносе у већим количинама. 
Да би се количински оценила и упоређивала токсичност хемијских једињења, направљена је специјална скала са скраћеницом LD (од енглеског Lethal dose - смртоносна доза). Најчешће се среће верзија ове скале LD50 - која означава такву дозу, од које је умрло 50 од 100 тестираних пацова. Друга скала, која се користи код гасовитих супстанција, је смртоносна концентрација у ваздуху који се удише, и означава се скраћеницом LC.
Од најпознатијих отрова арсеник има LD50 = 20 mg/kg, а цијановодоник
има LD50 = 1,5 mg/kg.
Наука која се бави проучавањем токсичности је токсикологија